# Norrbo härad
Norrbo härad var ett härad i den östra delen av landskapet Västmanland. Häradet omfattade den nordvästra delen av nuvarande Västerås kommun samt de sydvästligaste delarna av Sala kommun, vilka båda är en del av Västmanlands län. Den totala arealen mätte knappt 426 km², vilket sedan sjönk till c:a 403 km² sedan den obetydliga del av Sankt Ilians socken som tidigare tillhört häradet år 1918 överförts till Västerås stad. Socknarna Skultuna, Haraker och Romfartuna ingår numera i Norrbo församling. Befolkningen uppgick år 1912 till 7 390 invånare. Tingsställe var från 1899 Västerås, innan dess Hallsta by i Romfartuna socken.

## Geografi
Norrbo härad var beläget omedelbart norr om Västerås stad och sträckte sig i nordvästlig riktning längs med hela Svartåns lopp. I öster avgränsades häradet av Lillån som är ett biflöde till Sagån. Naturen består av en bergbruten skogsmark med en hel del myrar och kärr, men med en del öppen jordbruksmark längs ådalen. Marken är flackare i söder men höjer sig sakta mot nordväst till 122 meter över havet där häradet mynnar ut i Hälleskogen i väster och åsen Långheden i norr. I öster ligger Badelundaåsen. Norrbo härad gränsade i söder mot Västerås stad med Tuhundra och Siende härader, i väster mot Snevringe härad, i norr mot Vagnsbro härad och i öster mot Övertjurbo härad.
Delar av häradet är idag en del av tätorten Västerås, men häradet saknade i övrigt köpingar eller municipalsamhällen. Största tätort är numera Skultuna belägen 16 km nordväst om Västerås.

### Socknar

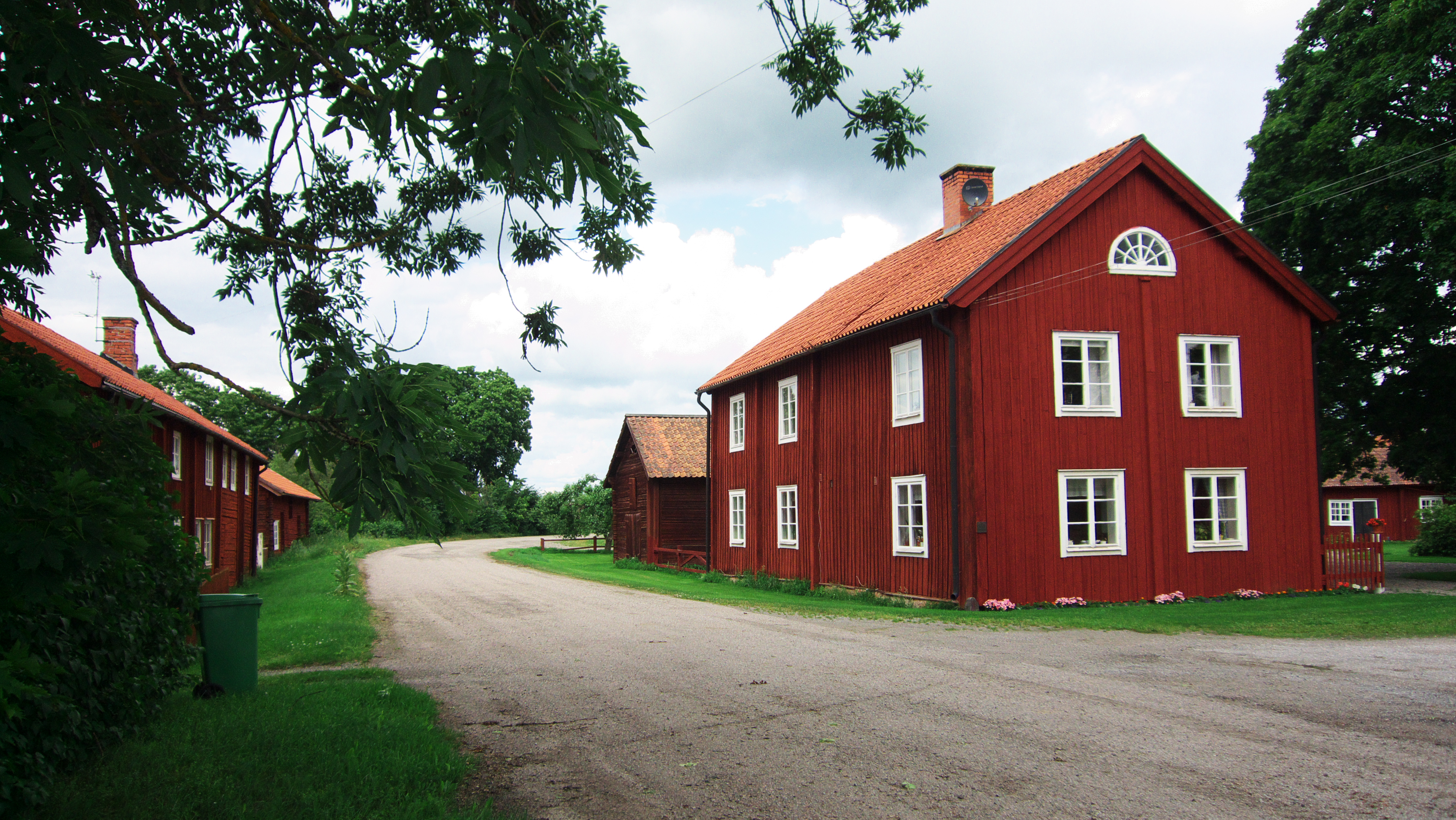
Hallsta by i Romfartuna socken

Norrbo härad omfattade fem socknar samt en del av en sjätte.
I Västerås kommun
- Skerike uppgick 1952 i Västerås stad
- Skultuna
- Haraker
- Romfartuna
- Sankt Ilian uppgick 1918 i Västerås stad(enbart östra delen ingick)

I Sala kommun
- Fläckebo

## Historia
Under förkristen tid utgjorde landskapet Västmanland ett eget folkland i Sveariket och i likhet med de övriga Mälarlandskapen delades det tidigt in i s.k. hundare, vilka under 1300-talet kom att betecknas som härader. Området befolkades under utflyttning från det uppländska folklandet Fjädrundaland och fordom torde åtminstone östra Västmanland också ha räknats till detta. Norrbo härad skrevs under denna tid Norbohundare. Norrbo härads tidigaste tingsplats förefaller ha legat i närheten av Skultuna kyrka för att sedan flytta till Gästgivaregården i Hallsta by i närheten av Romfartuna. Längs Badelundaåsens rygg löpte historiskt här en av Bergslagens viktigaste vägar i riktning mot Sala och vidare mot Dalarna. Vägen har sin motsvarighet i nuvarande Riksväg 56.
I den södra utkanten av häradet vid Svartåns utlopp i Mälaren uppstod tidigt en handelsplats i gränslandet mellan Norrbo, Siende och Tuhundra härader. Västra Aros, d.v.s. Västerås är en av Sveriges absolut äldsta städer och räknades som stad redan år 990. Staden var under 1000-talet Sveriges näst största och blev under 1100-talet säte för ett biskopsstift. Som skydd för staden uppfördes under 1200-talet borgen Västerås slott, och på slottet hölls bl.a. riksdagen år 1527 också kallad Västerås recess där Sverige i slutändan kom att förkasta katolicismen till förmån för protestantismen. Som industristad kom utvecklingen i staden att fullkomligt explodera under 1800-talet, och Västerås intar än idag ställningen som Sveriges femte största stad.
Norrbo härads största tätort Skultuna kom att växa fram som ett brukssamhälle kring det mässingsbruk som startades här år 1607 av kung Karl IX. Det är en av världens äldsta ännu aktiva företag. Platsen valdes för närheten till vattenkraften i Svartån, Falu koppargruva i norr, Västerås hamn i söder och den goda tillgången på träkol i de omkringliggande skogarna. Idag tillverkas även produkter av aluminium på orten, till exempel folie. I häradet ligger Svanå herrgård som ursprungligen tillkom som ett järnbruk under 1600-talet och gick då under namnet Svanå bruk. Vid hembygdsgården nära Fläckebo kyrka återfinns Odendisastenen som är en av de väldigt få runstenar som rests över en kvinna. Kyrkans äldsta delar härrör f.ö. från 1400-talet.

## Län, fögderier, domsagor, tingslag och tingsrätter
Häradet hör sedan 1634 till Västmanlands län. Församlingarna i häradet tillhör(de) Västerås stift.
Häradets socknar hörde till följande fögderier:
- 1720-1835 Västerås norra fögderi
- 1836- Västerås fögderi

1870 (31 juli) -1946 (30 juni) Bergslags fögderi
Häradets socknar tillhörde följande domsagor, tingslag och tingsrätter:
- 1680-1928 Norrbo tingslag inom domsagorna
  - 1680-1857 Gamla Norberg, Norrbo, Vagnsbro och Skinnskattebergs domsaga
  - 1858-1928 Västmanlands norra domsaga
- 1929-1947 Siende och Norrbo tingslag inom Västmanlands mellersta domsaga
- 1948-1970 Västmanlands mellersta domsagas tingslag

- 1971-2001 Västerås tingsrätt och dess domsaga dock ej Fläckebo socken
- 1971-2001 Sala tingsrätt och dess domsaga för Fläckebo socken
- 2001- Västmanlands tingsrätt och dess domsaga

### Webbkällor
- Nationella arkivdatabasen för uppgifter om fögderier, domsagor, tingslag och tingsrätter